# Parafia Przemienienia Pańskiego w Dobromilu
Parafia Przemienienia Pańskiego w Dobromilu − parafia rzymskokatolicka znajdująca się w archidiecezji lwowskiej w dekanacie Sambor.